# Raseborg
Raseborg [rɑːsəˈbɔrj] (svensk: Raseborg, finsk: Raasepori) er en kommune i Nylands landskab i Finland. Raseborg blev dannet den 1. januar 2009 ved sammenslutningen af de tre tidligere selvstændige kommuner Karis, Ekenäs og Pojo. Raseborg ligger ved kysten af den Finske Bugt cirka 70 kilometer vest for Helsingfors og cirka 100 kilometer øst for Åbo.
Raseborg grænser op til Hangö, Kimitoön, Salo, Lojo og Ingå. Kommunen har cirka 27 484 indbyggere og et areal på 2 354,26 km². Raseborg er tosproget med svensk som majoritetssprog (64,6 %) og finsk som minoritetssprog (30,9 %). Raseborg er dermed Finlands største kommune med svensk som majoritetssprog.
Raseborgs slot blev grundlagt i 1370'erne og var i brug indtil 1500-tallet.